# Belphégor (série télévisée d'animation)
Pour les articles homonymes, voir Belphégor.
Belphégor est une série télévisée d'animation fantastique franco-belge-canadienne en 26 épisodes de 26 minutes, créée par Gérald Dupeyrot, produite par France 2, France 3, Les Armateurs, Tooncan, RG Prince, fabriquée par TouTenKartoon Canada Inc. (Montréal), l'Usine à Image (Valenciennes) d'après le monde imaginaire Belphégor et diffusée au Québec à partir du 8 janvier 2000 dans le bloc Cool Heures sur Canal Famille, et en France à partir du 9 avril 2001 sur France 2.

## Synopsis
À Paris, un audacieux criminel défie les forces de police. C'est Belphégor qui, derrière son masque doré et sa cape noire, crée mille malices et ruses. Trois personnes décident de lutter contre lui : Jacques Bellegarde, un journaliste radiophonique, Sarah Kozminsky, journaliste d'investigation et le commissaire Ménardier.

## Fiche technique
- Réalisation : Jean-Christophe Roger
- Production : Les Armateurs, Didier Brunner
- Conception, adaptation et direction de l'écriture : Gérald Dupeyrot
- Principaux scénaristes : Gérald Dupeyrot, Marc Larmigny, Sébastien Viaud, Séverine Vuillaume.
- Autres scénaristes (un épisode chacun) : Claude Chauvat (1x01), Françoise Perbos (1x07), Isabelle Lohier (1x11), Pierre Barletta (2x10), Patrick Galliano (2x12), Erick Gaucherand (2x14)
- Création graphique, décors et personnages, et direction artistique : Frédéric Bézian
- Musique originale : Robert Marcel Lepage
- Fabrication : TouTenKartoon Canada Inc. (Montréal), l'Usine à Images (Valenciennes)

## Épisodes
Saison 1
1. Le secret de la tour Eiffel
2. Tenebra Lux
3. Le Hetzel oublié
4. L'œil
5. Rendez-vous à Cyberial Bazar
6. L'œil du dragon
7. La sixième licorne
8. L'ultime sacrifice
9. L'alliance
10. La cité infinie
11. Arrêt sur image
12. La vengeance de l'étoile bleue

Saison 2
1. Le seigneur des abeilles
2. Le maître des rêves
3. Le fantôme du templier
4. Le secret de maître Flamel
5. Le capitaine de Nekao
6. Un métro a disparu
7. La stratégie du cavalier
8. La preuve par 24
9. La folie aux rideaux noirs
10. En avant marche !
11. Le masque de glace
12. Prince
13. Opération Tornade de feu
14. La dernière épreuve

## Voix québécoises
- Denis Mercier : Belphégor
- Johanne Garneau : Sarah
- Jacques Lavallée : Jacques
- Hubert Gagnon : Ménardier
- Lawrence Arcouette : Raphaël

 Source et légende : version québécoise (VQ) sur Doublage.qc.ca

## Commentaire
Cette série en dessin animé reprend des personnages du roman de Bernède, avec des histoires originales.
Le personnage de Belphégor, sa psychologie, son univers sont complètement revus, et diffèrent radicalement de ceux du roman.
Belphégor possède la boîte à musique et le signe de Tanit sur le sol.